# تيكومة رأس الرجاء
تيكومة رأس الرجاء أو تِكومارية (الاسم العلمي:Tecoma capensis) هي نوع من النباتات يتبع جنس التيكومة من الفصيلة البنيونية.

## معرض صور

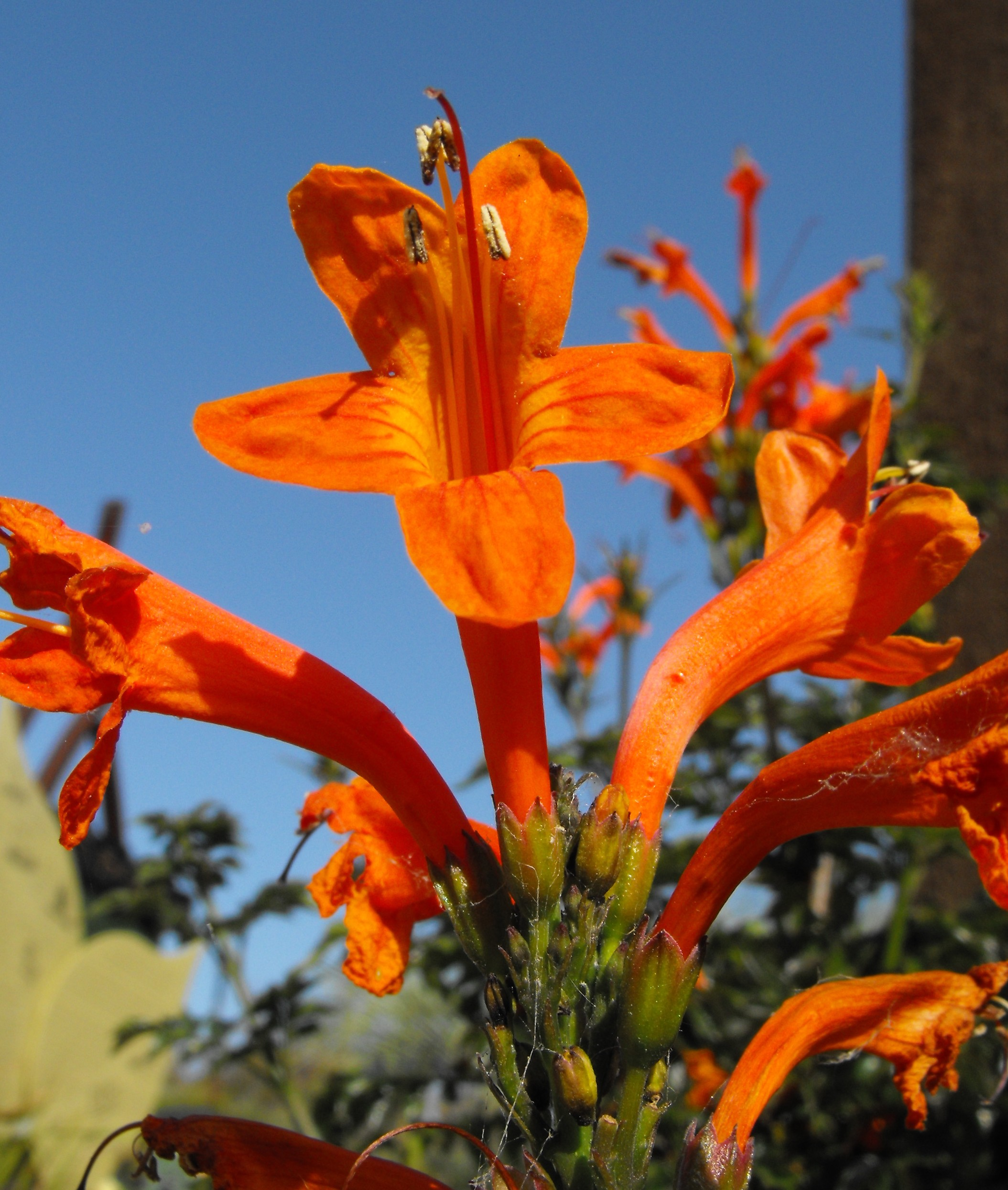
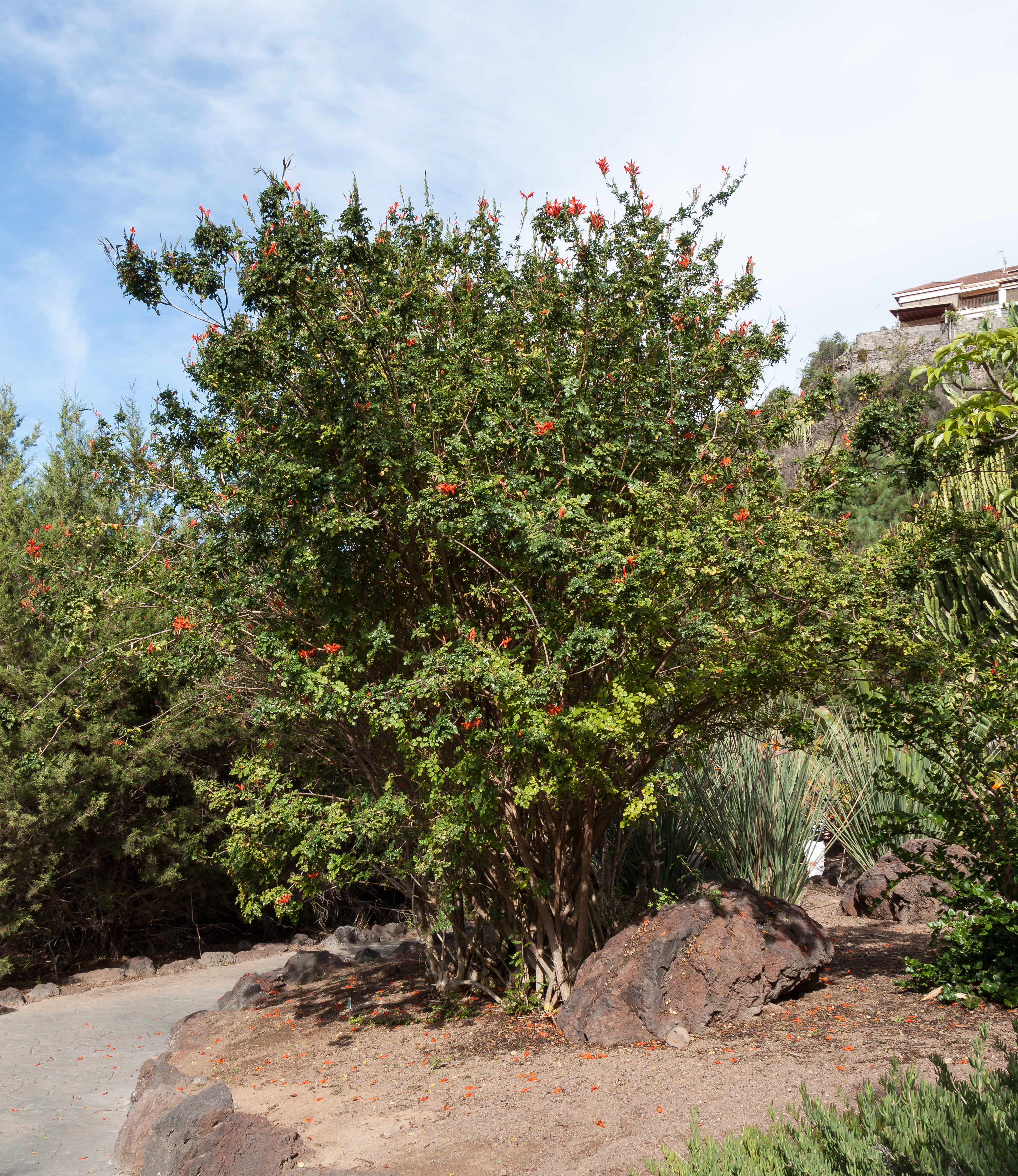
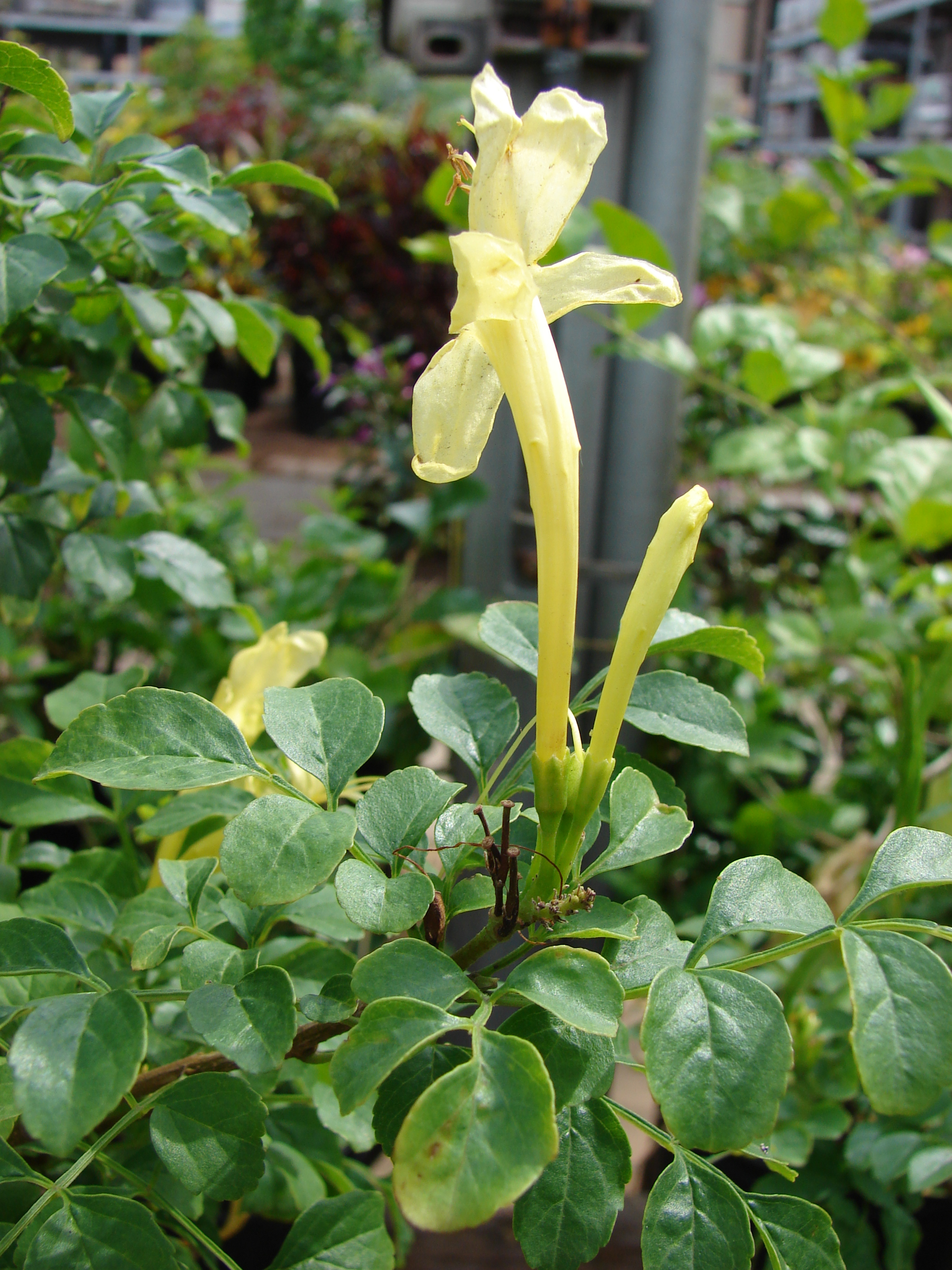